# Hellerberg bei Freisen
Hellerberg bei Freisen este o arie protejată (arie specială de conservare — SAC, sit de importanță comunitară — SCI) din Germania întinsă pe o suprafață de 41 ha, integral pe uscat.

## Localizare
Centrul sitului Hellerberg bei Freisen este situat la coordonatele 49°32′46″N 7°16′18″E / 49.5461°N 7.2717°E.

## Înființare
Situl Hellerberg bei Freisen a fost declarat sit de importanță comunitară în februarie 2004 pentru a proteja 4 specii de animale. Situl a fost protejat și ca arie specială de conservare în septembrie 2016.

## Biodiversitate
Situată în ecoregiunea continentală, aria protejată conține 2 habitate naturale: Fânețe de joasă altitudine (Alopecurus pratensis, Sanguisorba officinalis), Păduri de fag Asperulo-Fagetum.
La baza desemnării sitului se află mai multe specii protejate:
- păsări (1): buha (Bubo bubo)
- amfibieni (1): triton cu creastă (Triturus cristatus)
- nevertebrate (2): fluturele-tigru (Callimorpha quadripunctaria), fluturele purpuriu (Lycaena dispar)

Pe lângă speciile protejate, pe teritoriul sitului au mai fost identificate 4 specii de plante, 1 specie de amfibieni, 37 de specii de nevertebrate, 2 specii de reptile.